# Помірні ліси Річмонду
Помірні ліси Річмонду (ідентифікатор WWF: AA0408) — австралазійський екорегіон помірних широколистяних та мішаних лісів, розташований у Новій Зеландії.

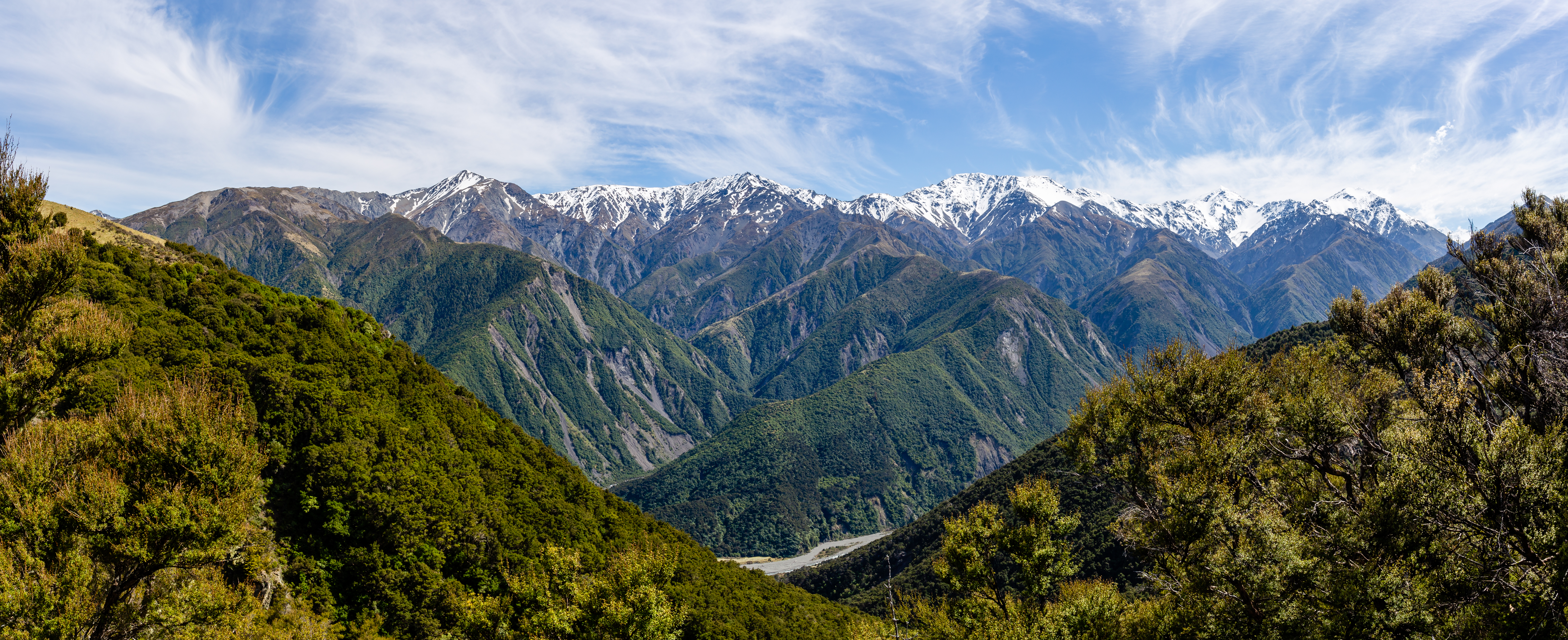
Ландшафт гір Кайкоура

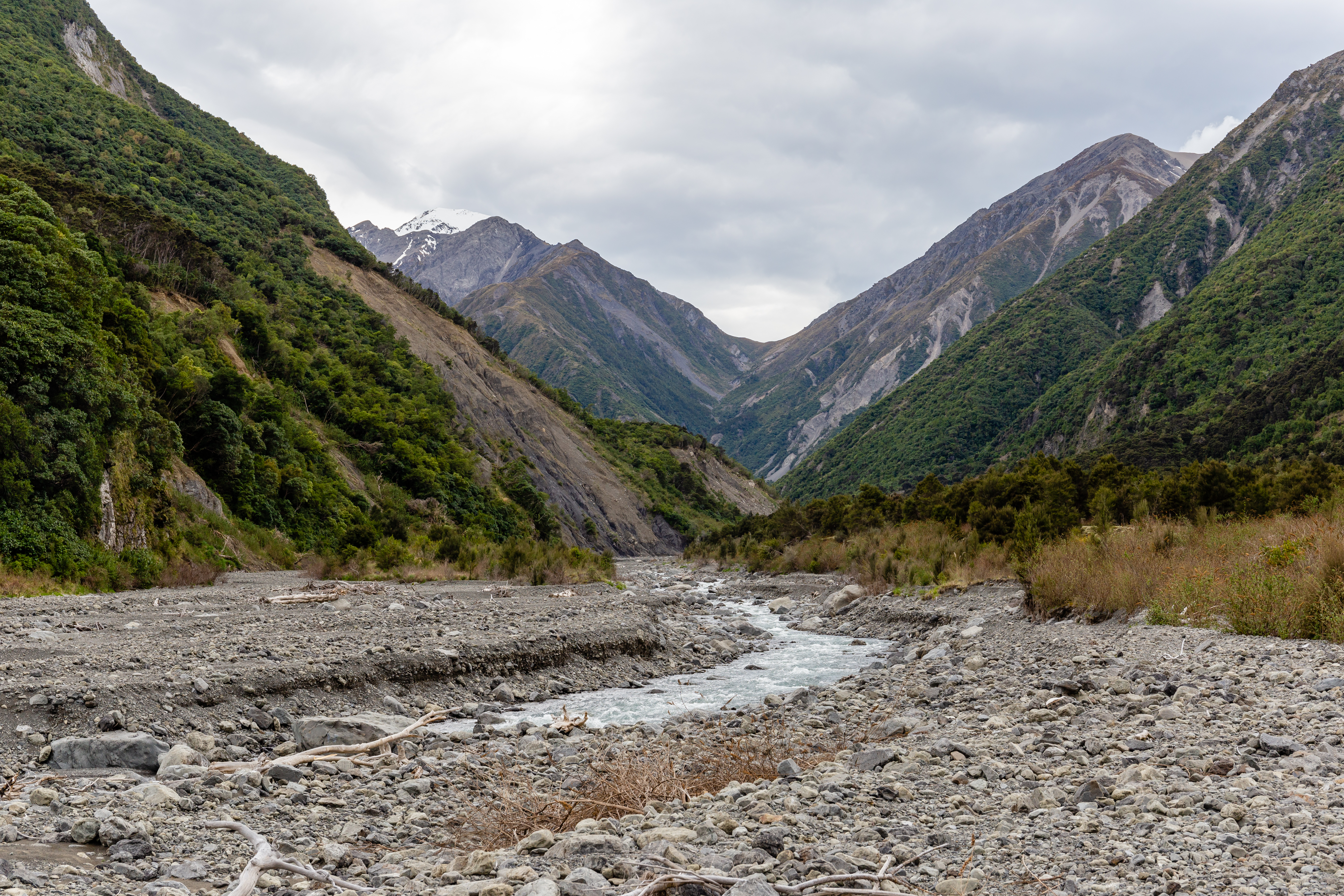
Високогір'я гір Кайкоура

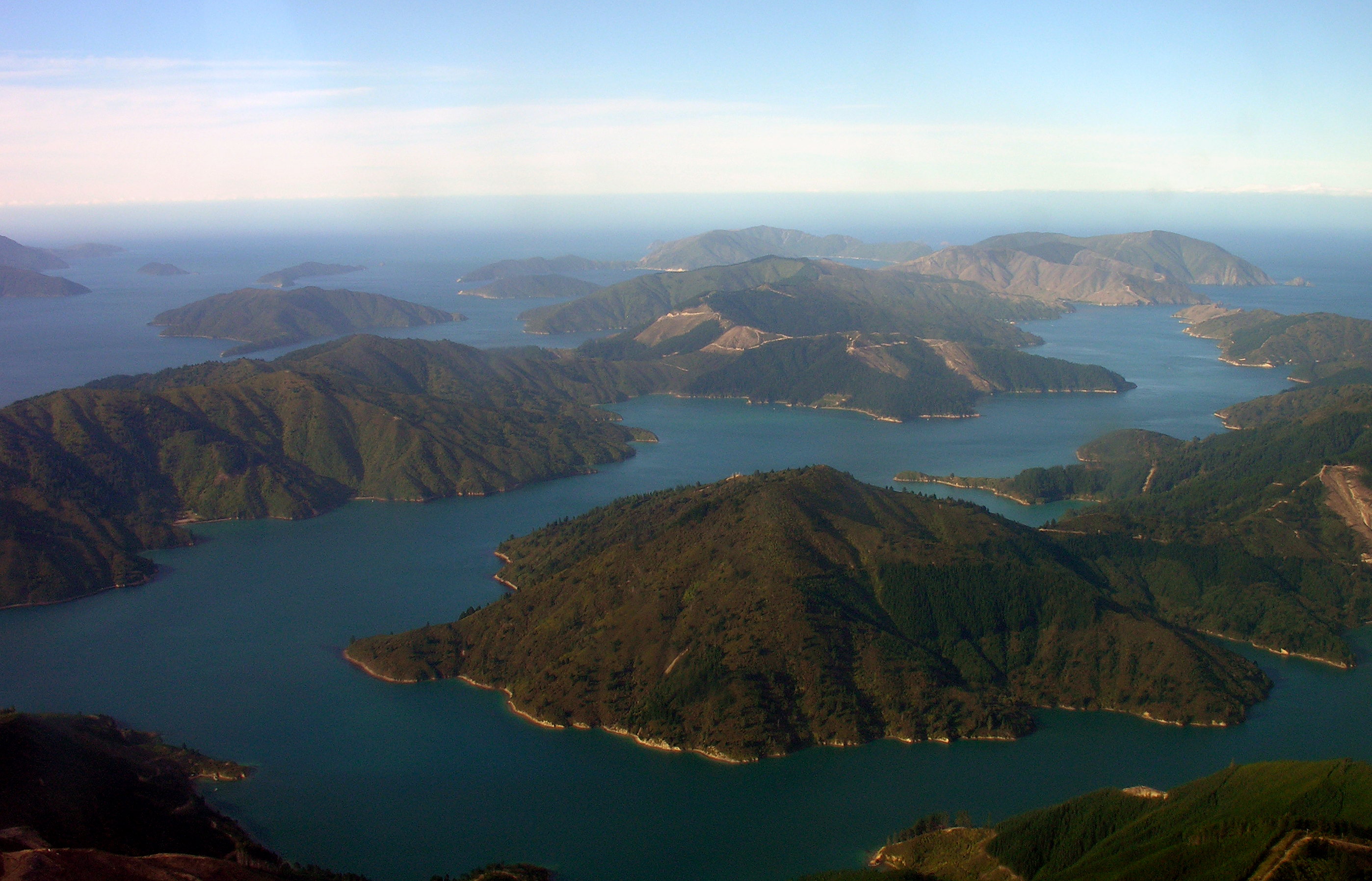
Острови Марлборо

## Географія
Екорегіон помірних лісів Річмонду охоплює північно-східну частину Південного острова Нової Зеландії, зокрема регіон Нельсон, більшу частину регіону Марлборо, східну частину регіону Тасман та крайній північний захід регіону Кентербері. На північному заході Південного острова екорегіон переходить у помірні ліси узбережжя Нельсона, в горах Південних Альп на півдні — у гірські луки Південного острова, а в центральній частині регіону Кентербері — у купинні луки Кентербері та Отаго.
Південний острів Нової Зеландії є частиною континенту Зеландія — фрагменту стародавнього суперконтиненту Гондвана. Зеландія відокремилася від Австралії 85-60 мільйонів років тому, однак була майже повністю затоплена водами Тихого океану приблизно 23 мільйони років тому. Взаємодія Індо-Австралійської та Тихоокеанської літосферних плит уздовж Альпійського трансформного розлому призвела до активного гороутворення та до підняття Південного острова.
На північному заході Південного острова Альпійський розлом розгалужується на кілька менших розломів, утворюючи низку паралельних гірських хребтів, розділених глибокими тектонічними долинами. На заході екорегіону, у внутрішніх районах Марлборо, простягаються скелясті гори Кайкоура, основу яких складають грауваки. Ці гори є найпівнічнішим продовженням Південних Альп. Їх найвищою вершиною є гора Тапуає-о-Уенуку заввишки 2885 м. Ці сухі та холодні гори вкриті купинними луками та великими відкритими осипами. Ліси та водно-болотні угіддя, які колись вкривали навколишні пагорби та долини, були здебільшого знищені внаслідок пожеж та розчистки під пасовища і плантації деревини, на яких вирощуються сосни, що призвело до значної ерозії.
Південніше гір Кайкоура простягаються гори Спенсер. Хоча їхня геологічна будова подібна, вони виглядають зовсім інакше, оскільки букові ліси здебільшого залишилися недоторканими. Крім того, в горах Спенсер зустрічаються численні льодовикові форми рельєфу, зокрема троги, та льодовикові озера. Гори Спенсер є єдиною частиною екорегіону помірних лісів Річмонду, яка була вкрита льодовиками під час останнього льодовикового періоду.
Гори Річмонд, Браянт та інші гірські хребти, що простягаються на півночі і сході екорегіону, за широкими долинами Ваїрау та Аватере, менш стрімкі і геологічно стабільніші. Їх основу складає суміш пісковиків, алевролітів, сланців та ультраосновних порід віком близько 280 мільйонів років. Смуга ультраосновних порід, що простягається через хребет Річмонд, створює надзвичайно неродючі ґрунти з низьким вмістом деяких мінералів (наприклад, калію) та високою концентрацією магнію, заліза та нікелю. Ці ґрунти несприятливі для росту більшості видів рослин, тому рослинність у цих місцевостях невисока та розріджена.
На півночі регіону гірські хребти спускаються до узбережжя Тасманової затоки, Хмарної затоки та протоки Кука, яка розділяє Північний та Південний острови. Тут вони переходять у складну систему заток Марлборо — понад 4000 км² вузьких заток, проток, островів і півостровів, які утворилися внаслідок опускання землі та підняття рівня моря. Зовнішня частина регіону піддається сильним вітрам та хвилям, характерним для протоки Кука, але внутрішня частина Марлборо більш захищена.

## Клімат
На більшій частині екорегіону переважає помірний морський клімат (Cfb за класифікацією кліматів Кеппена), а у високогір'ях — субполярний океанічний клімат (Cfc за класифікацією Кеппена) або тундровий клімат (ET за класифікацією Кеппена). Середньорічна температура в регіоні становить 10-14 °C, однак взимку в горах температура опускається нижче 0 °C. Середньорічна кількість опадів в горах перевищує 3000 мм, а у посушливих міжгірських долинах, які лежать у дощовій тіні, вона становить 600-700 мм.

## Флора
Рослинний покрив екорегіону переважно представлений буковими лісами, у яких домінують різні види нотофагусів або південних буків (Nothofagus spp.). У більш теплих і родючих долинах поширені червоні буки (Nothofagus fusca) і сріблясті буки (Nothofagus menziesii), тоді як тверді буки (Nothofagus truncata) ростуть на менш родючих ділянках на низьких висотах. Гірські буки (Nothofagus cliffortioides) та сріблясті буки (Nothofagus menziesii) переважають на стрімких, вологих схилах гір аж до верхньої межі лісу.
У захищених прибережних районах зустрічаються ділянки мішаних лісів, у яких окрім буків та інших широколистяних дерев також зростають голонасінні дерева з родини подокарпових (Podocarpaceae). Багато теплолюбних видів рослин субтропічного походження, зокрема новозеландські кохекохе (Didymocheton spectabilis), досягають тут південної межі свого поширення.
У високогір'ях екорегіону, розташованих вище верхньої межі лісу, поширені альпійські купинні луки, на яких ростуть бліді снігові купинники (Chionochloa pallens) та інші трав'янисті рослини. У більш посушливих високогірних районах на сході поширені різні види раулій (Raoulia spp.) та хаастій (Haastia spp.), які мають характерну пухнасту подушкоподібну форму, через що місцеві жителі називають їх "рослинами-вівцями". Низькотравні купинні луки раніше також були поширені у міжгірських долинах, по яким серед алювіальних відкладів та гравію петляли гірські річки. Наразі більшість луків у долинах Ваїрау і Аватере знищені та перетворені на сади та виноградники, які зрошуються водою з цих річок.
Завдяки високому різноманіттю клімату, форм рельєфу, геології та ґрунтів екорегіон характеризується різноманіттям рослинних угруповань. Деякі місцевості вирізняються унікальними угрупованнями з високим рівнем ендемізму. Так, на серпентинітових ґрунтах Нельсона росте низка характерних видів рослин, таких як гачколиста осока (Carex uncifolia). 21 вид рослин, зокрема приємні незабудки (Myosotis laeta) та червоностеблі журавці (Geranium rubricum) зустрічається виключно серед ультраосновних відслонень в горах і пагорбах Нельсона та Марлборо.
Гори Кайкоура та інші гірські хребти Південного Марлборо характеризуються дуже високим рівнем флористичного ендемізму — тут зустрічається щонайменше 46 видів ендемічних рослин. Низка спеціалізованих рослин, зокрема жовтець Хааста (Ranunculus haastii), розетковий нототлапс (Notothlaspi rosulatum) та ендемічна марлборійська рахелія (Rachelia glaria), зустрічається на дуже рухливих та, здавалося б, позбавлених ґрунту осипах. Ці рослини мають розгалужену кореневу систему та м'які стебла, які допомагають їм виживати в цьому нестабільному середовищі.
Деякі з найрідкісніших ендемічних рослин Нової Зеландії ростуть у сухих міжгірських долинах регіону. Так, прибережний новозеландський дрік (Carmichaelia muritai) зустрічається лише у кількох залишках прибережних лісів в районі затоки Кліффорд-Бей, тоді як дуже рідкісний стрічкоподібний пахікладон (Pachycladon fasciarium), популяція якого нараховує лише близько 40 екземплярів, зустрічається серед вапнякових відслонень Крейдового хребта на півдні регіону Марлборо.

## Фауна
У букових лісах екорегіону зустрічається багато різноманітних лісових птахів, зокрема новозеландських пінонів або кереру (Hemiphaga novaeseelandiae), новозеландських соколів (Falco novaeseelandiae), морепорків (Ninox novaeseelandiae), священних альціонів (Todiramphus sanctus), стрільців (Acanthisitta chloris), пое (Prosthemadera novaeseelandiae), новозеландських макомако (Anthornis melanura), сірих ріроріро (Gerygone igata), новозеландських могуа (Mohoua novaeseelandiae), новозеландських віялохвісток (Rhipidura fuliginosa), великоголових тоутоваї (Petroica macrocephala), білолобих тоутоваї (Petroica australis) та сивоспинних окулярників (Zosterops lateralis), а також рідкісних жовтолобих какарікі (Cyanoramphus auriceps) та кеа (Nestor notabilis). Новозеландські коелі (Urodynamis taitensis) та смугастощокі дідрики (Chrysococcyx lucidus) гніздяться в лісах регіону, однак взимку щороку мігрують до островів Океанії.
Наразі популяції птахів на Новій Зеландії стрімко скорочуються внаслідок хижацтва з боку численних інтродукованих хижаків, зокрема здичавілих котів (Felis catus), малих пацюків (Rattus exulans), сірих пацюків (Rattus norvegicus), чорних пацюків (Rattus rattus), горностаїв (Mustela erminea), лісових тхорів (Mustela putorius furo), малих ласиць (Mustela nivalis) та лисячих кузу (Trichosurus vulpecula). Поява цих тварин у Новій Зеландії вже призвела до вимирання низки місцевих видів птахів, зокрема новозеландських перепілок (Coturnix novaezelandiae), новозеландських еготело (Aegotheles novaezealandiae), новозеландських лунів (Circus teauteensis), новозеландських сов (Sceloglaux albifacies), чагарникових гонців (Xenicus longipes), великоногих гонців (Xenicus yaldwyni), довгодзьобих гонців (Dendroscansor decurvirostris), південних піопіо (Turnagra capensis) та новозеландських круків (Corvus antipodum). Велетенські широкодзьобі моа (Euryapteryx curtus), східні моа (Emeus crassus), чубаті моа (Pachyornis australis), південні кремезні моа (Dinornis robustus), великоногі моа (Pachyornis elephantopus) та чагарникові моа (Anomalopteryx didiformis), а також великі нелітаючі південні апторніси (Aptornis defossor) також вимерли приблизно у XIV—XV століттях внаслідок полювання на них з боку маорі. У свою чергу, це призвело до вимирання велетенських орлів Хааста (Harpagornis moorei) — найбільших голоценових хижих птахів, які мали розмах крил до 2,6 м і полювали переважно на нелітаючих моа.
Єдиним місцевим видом ссавців в екорегіоні є новозеландський лилик (Chalinolobus tuberculatus). Раніше в екорегіоні також зустрічалися великі футлярокрили (Mystacina robusta) та малі футлярокрили (Mystacina tuberculata), однак після появи у Новій Зеландії полінезійців та малих пацюків (Rattus exulans) ці тварини в регіоні вимерли. Також у букових лісах екорегіону зустрічається кілька видів плазунів, зокрема звичайні новозеландські гекони (Woodworthia maculata), новозеландські лісові гекони (Mokopirirakau granulatus) та ендемічні марлборійські гекони (Naultinus manukanus). На високогірних купинних луках регіону живуть майже ендемічні чорноокі гекони (Mokopirirakau kahutarae) та марлборійські плямисті сцинки (Oligosoma elium), а також чотири види цвіркунів вета, зокрема велетенські кайкоурські вета (Deinacrida parva) та південні кайкоурські вета (Deinacrida elegans). Гори Кайкоура також є єдиним місцем гніздування рідкісних буревісників Гутона (Puffinus huttoni). Ці птахи гніздяться серед купин трави на висоті від 1200 до 1800 м над рівнем моря.
Багато рідкісних рослин і тварин зустрічається на островах у системі заток Марлборо, деякі з яких визнані природними заповідниками. Так, острови Стівенс і Мод є єдиними місцями, де зустрічаються ендемічні ліопельми Гамільтона (Leiopelma hamiltoni), одні з найрідкісніших жаб світу. Також на островах регіону зустрічаються рідкісні гатерії або туатари (Sphenodon punctatus), єдині живі представники ряду дзьобоголових, більшість з яких вимерли щонайменше 60 мільйонів років тому. Деякі види птахів, зокрема малі ківі (Apteryx owenii), окаритські ківі (Apteryx rowi), нелітаючі папуги какапо (Strigops habroptilus), малі какарікі (Cyanoramphus malherbi), південні такахе (Porphyrio hochstetteri), жовтоголові могуа (Mohoua ochrocephala) та південні тіко (Philesturnus carunculatus), були навмисно переселені на ці острови людьми з метою врятувати від неминучого вимирання на материку внаслідок хижацтва з боку інтродукованих пацюків, котів та інших тварин.

## Збереження
Більша частина лісів екорегіону була знищена та перетворена на сільськогосподарські угіддя. Наразі основною загрозою для збереження природи регіону є поширення інтродукованих хижаків, таких як пацюки, коти, тхори та горностаї, які полюють на птахів та розорюють їх гнізда. Інтродуковані благородні олені (Cervus elaphus) та свійські кози (Capra hircus) завдають шкоди крихким альпійським спільнотам, знищуючи купинні луки, що призводить до ерозії ґрунтів. Поширення інвазивних видів рослин, таких як нечуйвітер (Hieracium spp.), іржаста шипшина (Rosa rubiginosa) та скручена сосна (Pinus contorta), також є загрозою, особливо у внутрішніх районах Марлборо та в горах Кайкоура.
Оцінка 2017 року показала, що 4836 км², або 38 % екорегіону, є заповідними територіями. Природоохоронні території включають: Національний парк Нельсон-Лейкс та Лісовий парк Маунт-Річмонд.